# Uniwersytet Autonomiczny w Barcelonie
Uniwersytet Autonomiczny w Barcelonie (kat. Universitat Autònoma de Barcelona, UAB) – jedna z ważniejszych uczelni w Barcelonie, Katalonii. Istnieje od 1968 roku. 
Uniwersytet znajduje się około 40 minut jazdy kolejką ze stacji Plaça de Catalunya w centrum Barcelony w miejscowości Cerdanyola del Vallès.

## Absolwenci
- Oleguer Presas – piłkarz, ekonomia
- Cristóbal López Romero – biskup rzymskokatolicki, dziennikarstwo